# آرشیدوک فرانتس فردیناند

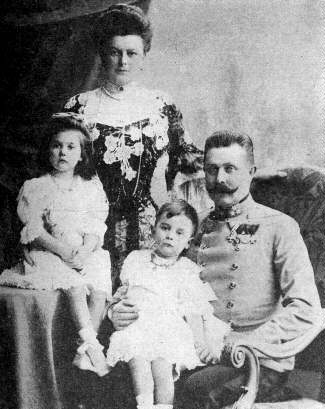
آرشیدوک فرانتس فردیناند و خانواده‌اش

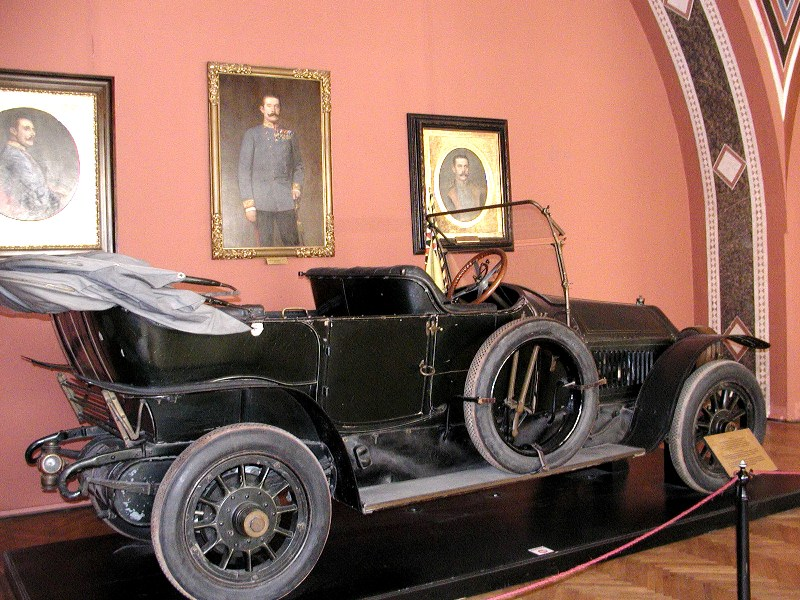
اتومبیل Gräf & Stift مدل ۱۹۱۱ که آرشیدوک فرانتس فردیناند و همسرش در هنگام ترور سوار آن بودند.

فرانتس فردیناند کارل لودویگ یوزف ماریا فون آرشیدوک اتریش (به آلمانی: Franz Ferdinand Carl Ludwig Joseph Maria von Österreich-Este) و دارای لقب استه (زادهٔ ۱۸ دسامبر ۱۸۶۳ - درگذشتهٔ ۲۸ ژوئن ۱۹۱۴) از ۱۸۹۶ تا روز مرگش وارث تاج و تخت پادشاهی اتریش-مجارستان بود. ترور او در سارایوو جرقه‌ای بود که اتریش بر اساس آن با صربستان اعلام جنگ کرد و جنگ جهانی اول به این ترتیب آغاز شد.

## تولد و سال‌های ابتدایی زندگی
فرانتس فردیناند در گراتس، اتریش به دنیا آمد. او بزرگ‌ترین پسر کارل لودویگ (برادر کوچک‌تر فرانتس یوزف) و ماریا آنونچاتای سیسیل بود. او تنها یازده سال داشت که یکی از اقوامش، فرانسیس پنجم، دوک مودنا درگذشت. او فرانتس فردیناند را با شرط این‌که واژهٔ «استه» را به عنوان مقام اضافه کند وارث خود کرده بود. بدین ترتیب فرانتس فردیناند یکی از ثروتمندترین مردان اروپا گشت.
در هنگام تولد کسی فکرش را هم نمی‌کرد که او روزی ولیعهد پادشاهی اتریش-مجارستان خواهد بود. به او تحصیلات معمولی یک آرشیدوک، به ویژه تحصیل تاریخ و اخلاق داده شد و اونو کلوپ، تاریخ‌دان معروف، از ۱۸۷۶ تا ۱۸۸۵ معلم او بود. در ۱۸۷۷ فرانتس فردیناند با درجهٔ ستوان دوم وارد ارتش شد.
فرانتس فردیناند به عنوان یک جوان دو علاقهٔ ویژه داشت: شکار و سفر. می‌گویند که او در طول زندگی‌اش بیش از ۵۰۰۰ گوزن کشته است. در ۱۸۸۳ او برای اولین بار به ایتالیا رفت تا املاکی که از دوک مودنا برایش به جا مانده بود را بازدید کند. در ۱۸۸۵ به مصر، فلسطین، سوریه و ترکیه و در ۱۸۸۹ به آلمان سفر کرد.
در سال ۱۸۸۹ زندگی فرانتس فردیناند دستخوش تغییراتی جدی شد. در این سال ولیعهد رودلف، پسرعموی او درگذشت و پدر فرانتس فردیناند، آرشیدوک کارل لودویگ به مقام ولیعهدی رسید.

## ازدواج و خانواده
در ۱۸۹۵ فرانتس فردیناند در مجلس رقصی در پراگ با سوفی خوتک آشنا شد. گرچه سوفی از خانواده‌ای اشرافی از بوهِم می‌آمد، ولی عضو هیچ‌یک از خانواده‌های سلطنتی معاصر یا پیشین اروپایی (که شرایط ازدواج با کسی از خاندان هابسبورگ را داشتند) نبود.
سوفی دستیار آرشیدوشس ایزابلا، همسر آرشیدوک فردریش، دوک تِشِن بود و فرانتس فردیناند به ویلای آنها در براتیسلاوا رفت‌وآمد می‌کرد. پس ازاین‌که فرانتس فردیناند برای گذراندن دورهٔ نقاهت بیماری سل به جزیرهٔ لوشینی در دریای آدریاتیک رفت، سوفی به نوشتن برای او پرداخت. آن دو بیش از دو سال با هم رابطه‌ای مخفی داشتند. آرشیدوشس ایزابلا می‌پنداشت که فرانتس فردیناند عاشق یکی از دخترانش است. اما در ۱۸۹۸ فرانتس هنگام بازی تنیس ساعتش را در خانهٔ آرشیدوشس جا گذاشت. آرشیدوشس ایزابلا سراغ ساعت رفت و انتظار داشت که عکس یکی از دخترانش را در آن بیابد که عکس سوفی را یافت. سوفی بلافاصله اخراج شد و فرانتس فردیناند از ازدواج با کسی به غیر از سوفی سرباز زد.
پاپ لئون سیزدهم، تزار روسیه نیکلای دوم و امپراتور آلمان ویلهلم دوم همه به دیدار امپراتور اتریش فرانتس یوزف رفتند تا به او بگویند که اختلاف بین فرانتس یوزف و فرانتس فردیناند پایه‌های پادشاهی را متزلزل خواهد کرد. بالاخره در ۱۸۹۹ امپراتور فرانتس یوزف قبول کرد که به فرانتس فردیناند اجازهٔ ازدواج با سوفی را بدهد به شرطی که ازدواجی ناهم‌تراز باشد و فرزندان آن‌ها حقی برای تاج و تخت نداشته باشند. سوفی هیچ‌یک از مقام‌ها یا امتیازات شوهرش را کسب نمی‌کرد و در عموم در کنار او ظاهر نمی‌شد.
مراسم ازدواج در ۱ ژوئیه ۱۹۰۰ در رایش‌اشتات (زاکوپی کنونی) در بوهم برگزار شد. فرانتس یوزف و هیچ‌یک از آرشیدوک‌ها در مراسم شرکت نکردند. تنها اعضای خانوادهٔ سلطنتی که در مراسم حضور داشتند نامادری فرانتس فردیناند، ماریا ترزای پرتغال و دو دختر او بودند. پس از ازدواج، سوفی مقام شاهدخت هُهنبرگ را دریافت کرد و در ۱۹۰۹ به مقام والاتر دوشس هُهنبرگ رسید ولی این مقام نیز هنوز از تمام آرشیدوشس‌ها پایین‌تر بود.
فرزندان فرانتس فردیناند عبارت بودند از:
۱- شاهدخت سوفی هُهنبرگ (زاده ۱۹۰۱ - درگذشته ۱۹۹۰) که با کنت فردریش نوستیتز-رینک (زادهٔ ۱۸۹۱-درگذشته ۱۹۷۳) ازدواج کرد.
۲- ماکسیمیلیان، دوک هُهنبرگ (زادهٔ ۱۹۰۲ - درگذشته ۱۹۶۲) که با کنتس الیزابت فون والدبرگ زو ولفک آوند والدسی (زادهٔ ۱۹۰۴ - درگذشته ۱۹۹۳) ازدواج کرد.
۳- شاهزاده ارنست هُهنبرگ (زاده ۱۹۰۴ - درگذشته ۱۹۴۵) که با ماری ترز وود (زاده ۱۹۱۰ - درگذشته ۱۹۸۵) ازدواج کرد.
۴- پسری که مرده به دنیا آمد (زادهٔ ۱۹۰۸).

## سیاست
فرانتس فردیناند در بسیاری از امور سیاسی اتریش-مجارستان دخالت می‌کرد. ملی‌گراهای مجارستان مخالف طرفداری او از حق رای عمومی بودند زیرا نفوذ مجارها در امپراتوری مجارستان را زیر سؤال می‌برد. بعضی از غیر کاتولیک‌ها و ضد روحانیون با او بر سر همکاری‌اش با انجمن مدارس کاتولیک و پذیرفتن قیمومیت آن در ۲۲ آوریل ۱۹۰۰ مخالف بودند.

## ترور
در ۲۸ ژوئن ۱۹۱۴ حوالی ساعت ۱۱ صبح فردیناند و همسرش سوفی خوتک در سارایوو به ضرب گلوله گاوریلو پرینسیپ از اعضای گروه دست سیاه به قتل رسیدند. این واقعه که به واقعهٔ ترور سارایوو مشهور است از جرقه‌های آغاز جنگ جهانی اول بود و از همین رو از مهم‌ترین واقعه‌های تاریخ جهان است.
فرانتس فردیناند در قلعه آرتستتن، اتریش به خاک سپرده شد.